# Aeroport (stacja kolejowa)
Aeroport (ros. Аэропорт) – stacja kolejowa w miejscowości Moskwa, w Rosji. Położona jest na linii Dworzec Kijowski – Lesnoj Gorodok – port lotniczy Moskwa-Wnukowo.

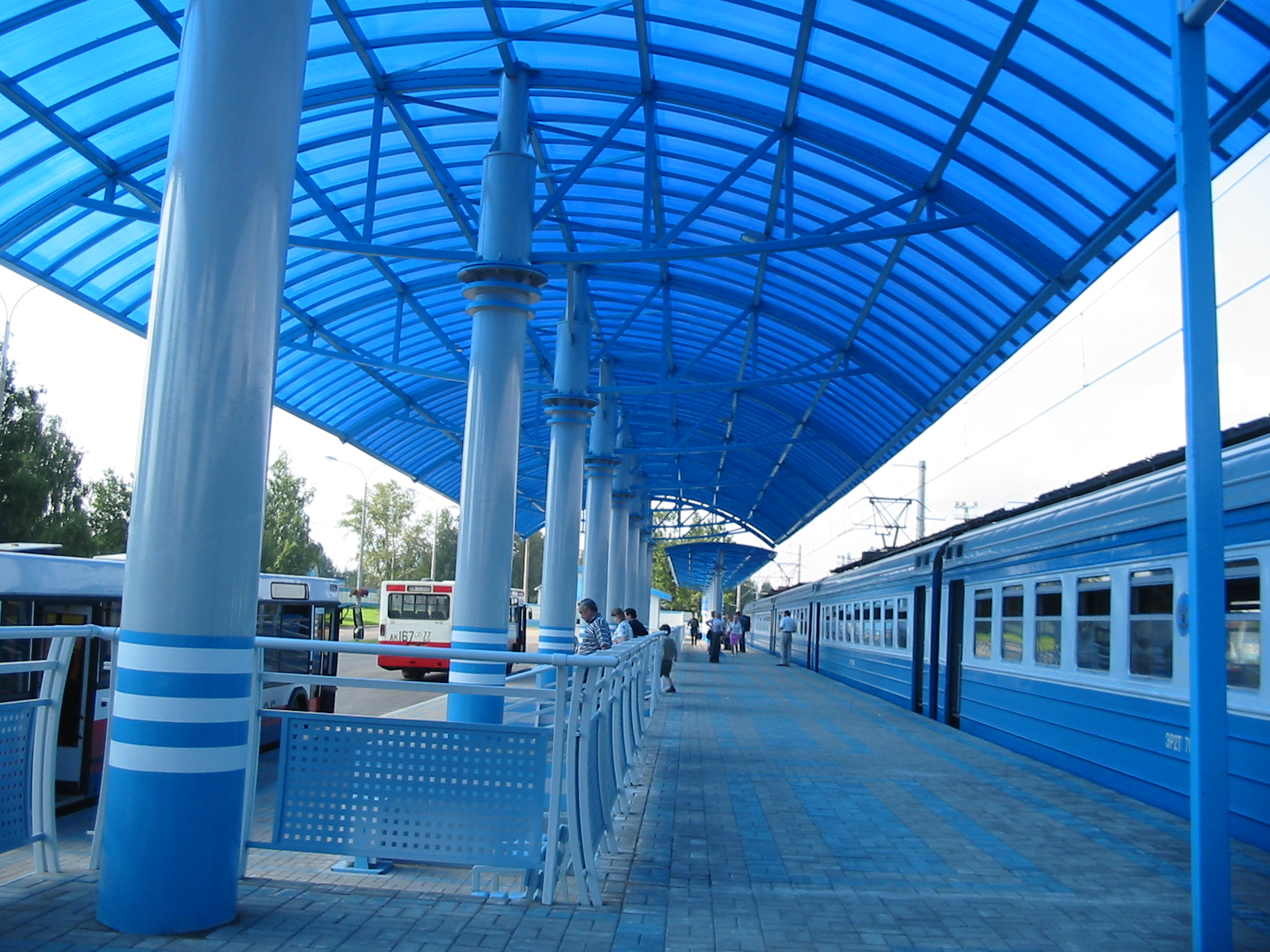
peron